# Эллис, Кэтрин (художница)
Кэтрин Джейн «Дженни» Эллис (1813—1864) — британская писательница и художница. Она больше всего запомнилась за свои дневники и акварельные работы, посвященные поездке в Канаду в 1838 году, где она и её сестра были взяты в заложники во время битвы Бохарно.

## Биография
Родилась в 1813 году. Была второй дочерью из восемь детей Эглантины Кэтрин Фордис (1789—1851) и сэра Роберта Бальфура. Она говорила на итальянском и французском, в совершенстве умела рисовать скетчи и акварелью, а также отлично играла на фортепиано и гитаре. Она вышла замуж за Эдварда Эллиса 15 июля 1834 года. 24 апреля 1838 года она сопровождала своего мужа в Канаду в качестве частного секретаря его кузена Джона Лембтона, 1-й графа Даремского, который был направлен на свои встречи в качестве Генерального губернатора Общей Канады и лейтенант-губернатора Нижней Канады.

## Заточение во время битвы Бохарно
Во время битвы при Бохарно она, её муж и сестра были застигнуты врасплох во время ночной осады, которую вел Франсуа-Мари-Томас Шевалье де Лоримье, а затем их держали в плену. Её мужа держали отдельно от Кэтрин. Она вела переговоры с повстанцами, и им было разрешено перебраться в дом католического священника, а затем им было позволено получать мясо и молоко от домашнего скота Эллис, чтобы в конечном итоге обеспечить жизнеспособность 62 людей, изолированных вместе с ней. Она писала, что дом Эллис превратился в обычную тюрьму".
"Вокруг коттеджа началась сильная стрельба. Пули летят по дому во всех направлениях. Затем мужчины, женщины и дети громко кричали, некоторые падали и топтались в дверном проеме. Мы думали, что повстанцы собираются убить нас, и, заключившись в объятия Тины, я пыталась собраться с мыслями, когда мистер Паркер протолкнулся сквозь толпу и сказал нам, что мы в безопасности ".
— Джейн Эллис, Дневник Джейн Эллис
В тот день, 10 ноября 1838 года, британцы выиграли битву, лидеры повстанцев были взяты в плен, а пленные лоялисты были освобождены. Миссис Эллис вела дневник и делала наброски «живописных головорезов». Лорд Дарем подал в отставку 9 октября 1838 года и вернулся в Англию, что семья Эллис должна была сделать 9 ноября, но тогда они были пленниками. Они вернулись в Англию 26 декабря 1838 г..

## Творчество
Кэтрин Эллис училась рисованию у Кока Смита, мастера рисования лорда Дарема, который давал уроки Кэтрин и леди Дарем в Канаде.
На этой странице показан её автопортрет в море на борту HMS Hastings (1819 г.) — корабля, на борту которого «Эллисы» прибыли в Канаду 27 мая 1838 г.[самостоятельно публикуемый источник].
Акварельные изображения Эллис Восстания 1837 года, написанные во время проживания в Бохарно, а также другие работы, демонстрирующие Квебек, были включены в её художественный альбом, который сейчас хранится в Библиотеке и архивах Канады. Копия её дневника также хранится в Библиотеке и архивах Канады.

## Последующие годы
Её тесть, Эдвард Эллис, который подарил ей дневник и поручил заполнить его во время поездки за границу, был частым гостем известных гостей в Шотландии, высоко ценил «Дженни», в связи с чем зачислил её на службу в 1859 году. Ей подарили иллюстрированный дневник для путешествий на островах Рона и Скай.
В 1853 году её сестра Эглантина «Тина» вышла замуж за двоюродного брата своего мужа Роберта Эллиса (1816—1858), сына генерала Роберта Эллиса. После её смерти в 1864 году Эдвард Эллис снова женился.